# Enskild utbildningsanordnare
Enskild utbildningsanordnare är i svensk utbildningslagstiftning beteckningen för en utbildningsanordnare på högskole- och universitetsnivå i Sverige, som ägs och drivs av en annan aktör än staten. Regeringen har gett utbildningsanordnaren rätt att utfärda högskoleexamina enligt den svenska examensordningen och rätt att utfärda examina på forskarnivå.

## Exempel på enskilda utbildningsanordnare
- Chalmers tekniska högskola
- Handelshögskolan i Stockholm
- Jönköping University